# La Bouillie
La Bouillie è un comune francese di 862 abitanti situato nel dipartimento delle Côtes-d'Armor nella regione della Bretagna.

## Geografia fisica

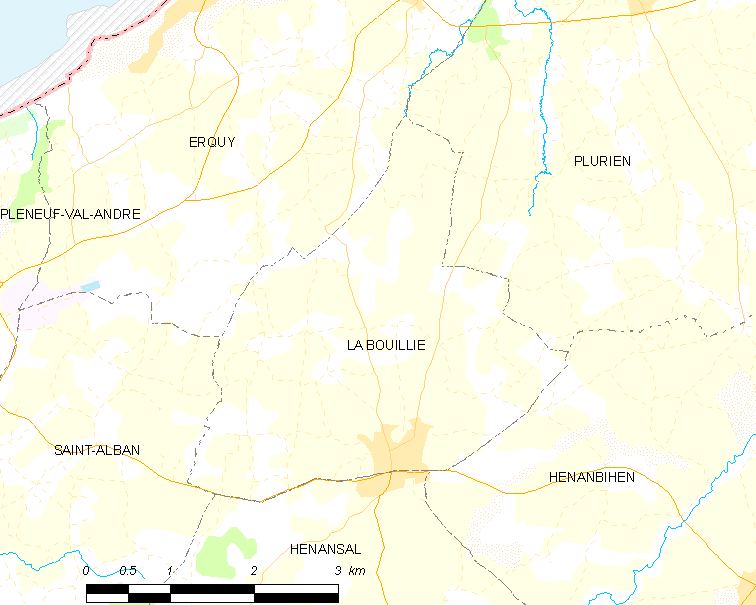
Situazione di La Bouillie

## Società

### Evoluzione demografica
Abitanti censiti